# اشکرافت، بریتیش کلمبیا
اشکرافت، بریتیش کلمبیا (به انگلیسی: Ashcroft, British Columbia) یک منطقهٔ مسکونی در کانادا است که در تامپسون-نیکولا واقع شده‌است. اشکرافت ۵۱٫۴۵ کیلومتر مربع مساحت و ۱٬۵۵۸ نفر جمعیت دارد و ۳۳۵٫۲ متر بالاتر از سطح دریا واقع شده‌است.